# 秋葉原ラジオ会館

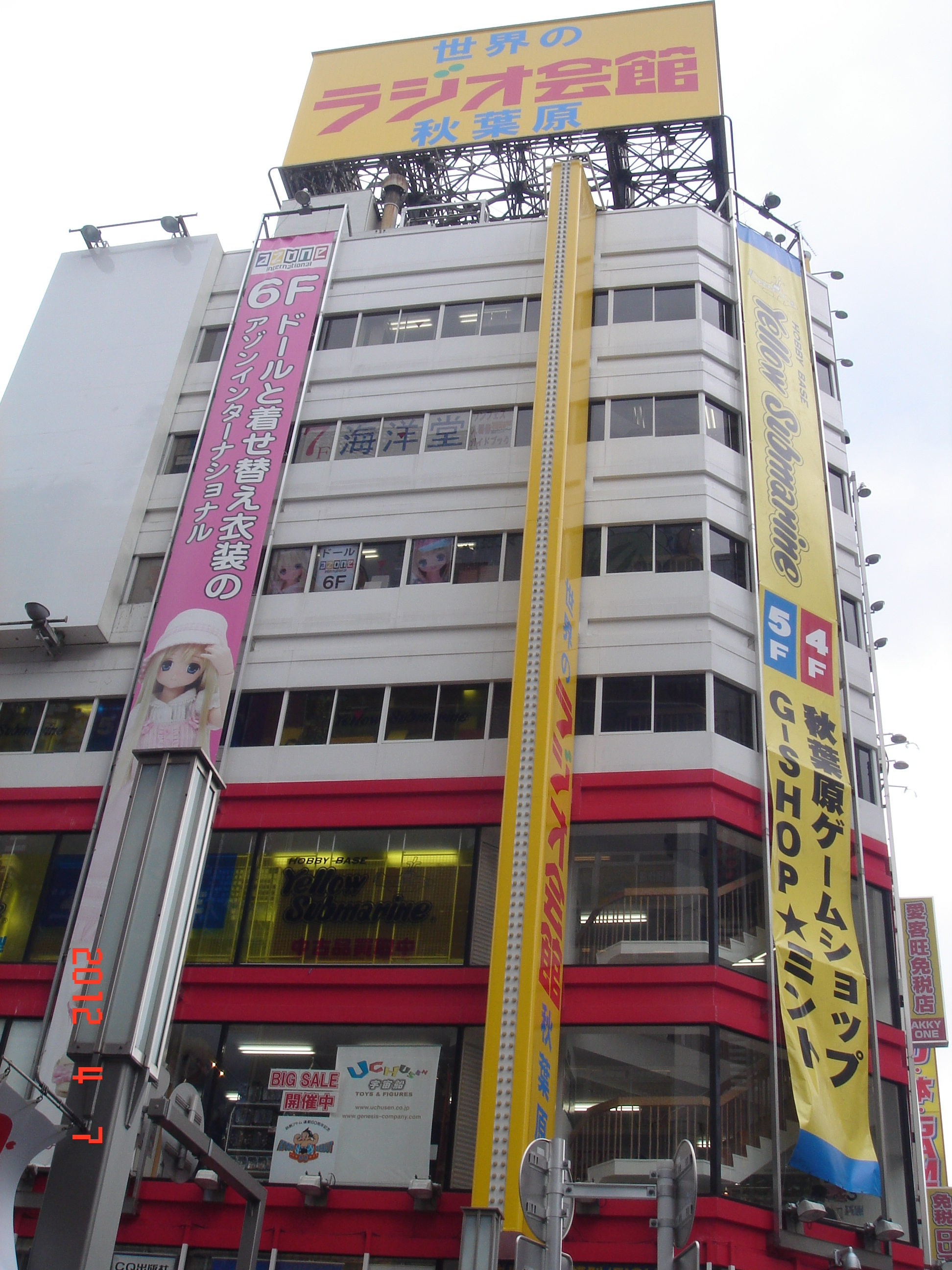
ラジオ会館旧1号館

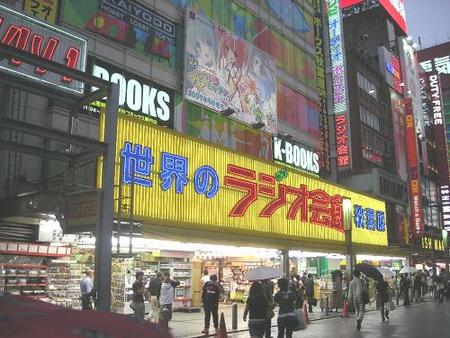
秋葉原ラジオ会館旧本館
（2007年6月撮影）

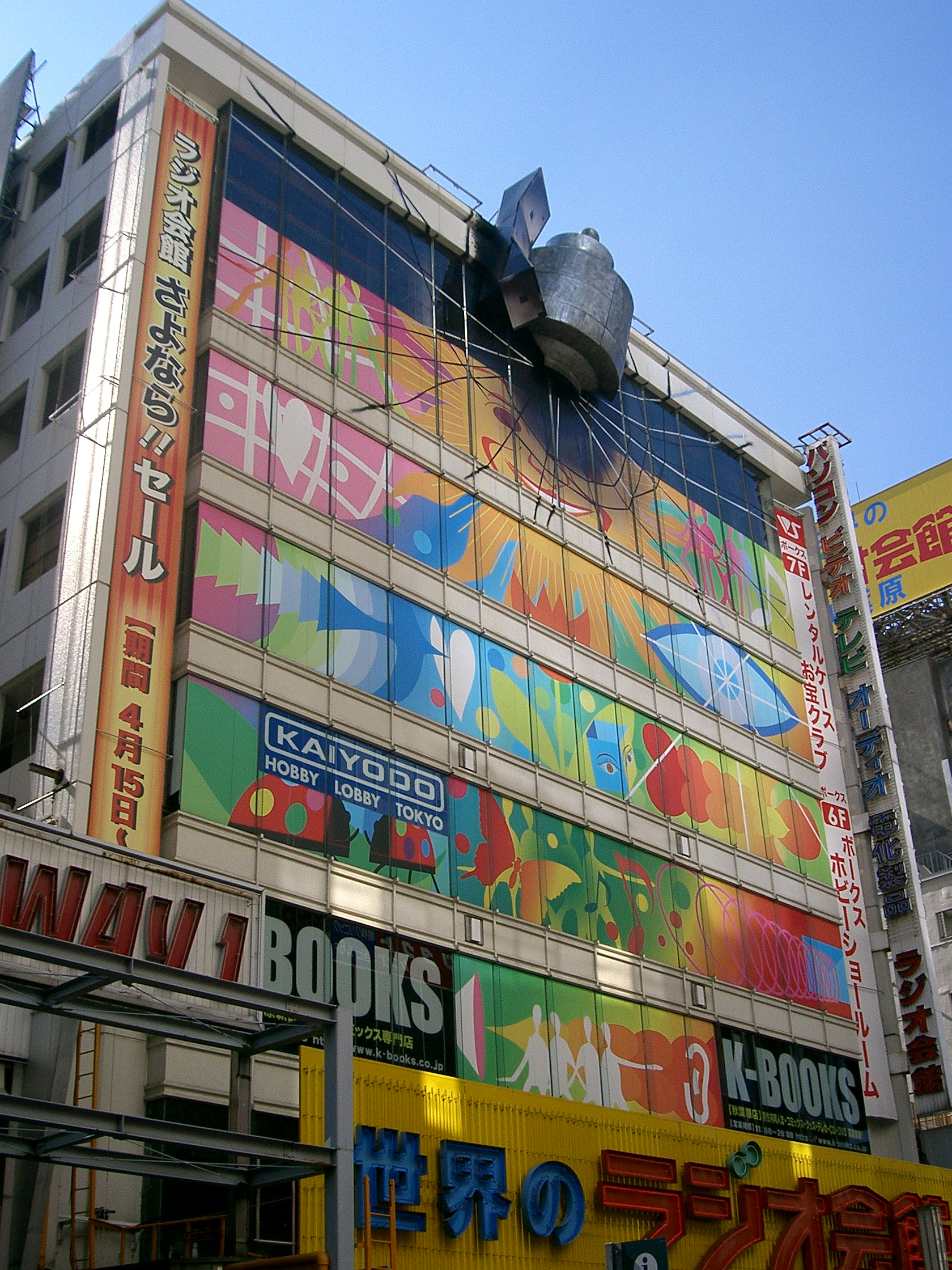
「秋フェス@ラジオ会館」開催中の旧本館。

秋葉原ラジオ会館（あきはばらラジオかいかん）は、株式会社秋葉原ラジオ会館所有の東京都千代田区外神田一丁目にある商業ビル、及びその建て替えに伴う代替ビル群。通称「ラジ館」。株式会社秋葉原ラジオ会館の事業概要は、不動産賃貸、書籍販売・書道関連図書の出版業。もともと1893年創業の西東書房だった。
建物としては1962年竣工の旧ビル、旧ビルを取り壊した跡地に2014年に竣工した新ビルの2つがある。本記事では双方について扱う。

## 概要

### 旧ラジオ会館
東日本旅客鉄道（JR東日本）秋葉原駅電気街口を南側に出た目の前の正面に設置された「世界の ラジオ会館 秋葉原」（「ラジオ会館」部分が赤文字、それ以外は青文字）と書かれた大きなネオン看板が目立つ、秋葉原の顔ともいうべき建物であった。主に家電、オーディオ、パソコン、コンピュータゲーム、模型、プラモデル、玩具、書籍、VHS・DVDソフト、アマチュア無線機などを販売する店舗がいくつも入居、8階では貸ホール（貸会議室）の営業も行われていた。
「ラジオ」という名称は開業当時は無線機のみならず、電子機器全般の代名詞としても広く用いられていたものであり、秋葉原にある他の「ラジオ」等の名の付く小規模店舗が集まるビルと同じく、当初は戦後占領期にGHQが露店の排除命令を出したことで、行き場を失った電器店の営業拠点の提供を目的に建設された。こうした経緯により開業当初より電気製品・部品を扱う店が多く入居していたが、時代とともに一般家電、オーディオ、パソコンなど入居する店の扱う商品も変化していった。特にパソコンに関しては、日本電気や富士通、日立製作所、東芝、三菱電機といった大手メーカーのショールームが一時期集中していた。Bit-INN LOUNGE（旧・Bit-INN東京）が2001年8月まで入居していたラジオ会館7階には、「パーソナルコンピュータ発祥の地」というプレートが設置されていた。
8階に1893年創業の西東書房があり、『五體字類』など書道関連図書の出版を行っていた（株式会社秋葉原ラジオ会館 出版部 西東書房）。
また創業者の七條兼三が日本将棋連盟・日本棋院の有力支援者であった関係から、8階の社長室には和室や日本庭園が設けられ、プロ棋士との対局場としても使われていた。囲碁ライターの三堀将は、秋葉原ラジオ会館の取締役、のち監査役となった。
その後、パソコンメーカーのショールームが次々と撤退、家電やオーディオを扱う店も経営悪化で縮小・撤退し、その空きスペースに漫画、トレーディングカード、ガレージキットなどを扱う店舗が入居していった。
秋葉原のランドマークの一つとして親しまれたラジオ会館であったが、旧本館が築50年近く経過して老朽化が進み、東京都から建物の耐震性の問題が指摘されていた。2010年9月には一部のマスコミで2011年夏に閉館し取り壊すこととなったと報じられ、2011年4月には、同年7月末に閉館し8月に取り壊し工事に着手、2014年春頃に地上10階地下2階の新ビルが完成する計画が発表された。
旧本館は2011年4月より入居店舗が順次移転・閉店し、同年8月4日に丸山無線が閉店したのを最後に全ての店舗の撤退が完了した。

### 改築期間中
改築の間、ラジオ会館は周辺の建物に1号館から3号館に分散して営業した。1号館は石丸電気パソコン館跡に2011年6月10日開業。2号館はishimaru soft Jazz & Classic跡に開業、また電気街口北側に3号館として仮設ビルを建設、同年7月16日にボークスの「ホビー天国」として新築開業した。 
ただし、移転後は移転前よりも規模が狭くなるため、一部の入居店舗は周辺の別のビルに移転して営業を継続した。

### 新ラジオ会館
2014年に建替が完了し、同年7月20日に全館オープンした。当初は、旧本館ビルの入居店舗の多数が新本館ビル完成後に再入居する予定であるとされたが、実際に戻るのは半数程度であった。低層階を中心に新たなテナントを誘致し、新本館ビルの1階はすべて新規テナントで構成、地下1階にはラジオ会館史上初となる飲食店が入居することとなった。 
一時移転先となっていた1 - 3号館は一部店舗を残したまま「別館」という扱いとなったが、残った店舗も順次別のビルなどに移転、さらに3号館のボークスホビー天国は1号館を全館借り上げる形で移転することとなった。3号館はもともと仮設の建物だったため解体され一時駐車場となっていたが、再開発が行われダイビルにより商業ビルの「BiTO AKIBA」が2019年11月15日にオープンしている。2号館はしばらく空き家のままであったが、2016年7月16日に「アニメイト AKIBAガールズステーション」が開業している。

### 法人として
出版部門として西東書房があるほか、江東区白河にて書店BOOKSりんご屋を運営している。
なお、「ラジオ会館」「ラジ館」の名称でECモール運営・フリーペーパーの発行・イベント企画などを行っている「株式会社ラジオ会館」は、2011年に設立された別の法人である。

## 沿革
- 1950年（昭和25年） - 秋葉原ラジオ会館が開業[注 3][注 4]。
- 1953年（昭和28年）
  - 隣接地に秋葉原ラジオ会館別館が開業[注 5][注 6]。
  - 12月 - 株式会社秋葉原ラジオ会館を設立。
- 1962年（昭和37年）11月 - 既存の秋葉原ラジオ会館の南側に、8階建ての秋葉原ラジオ会館電化ビルを建設[16]。同ビルは秋葉原電気街初の高層ビルであった[17][注 7]。
- 1972年（昭和47年）5月 - 北側の2棟を取り壊し、新たに8階建ての秋葉原ラジオ会館新館を建設[18]。南側のビルと合体し、秋葉原ラジオ会館本館が完成[19][17]。
- 1976年（昭和51年）
  - 若松通商が出店[20]。
  - 9月 - 日本電気が日本最初のマイコン販売拠点、Bit-INN東京を開設[21]。
- 1998年（平成10年） - K-BOOKS、海洋堂、ボークスが出店[22]。
- 2000年（平成12年）12月 - 漫画、ガレージキットなどの専門店が店舗フロアの半分を占める[23]。
- 2001年（平成13年）
  - 8月31日 - Bit-INN LOUNGE（旧・Bit-INN東京）が閉鎖[1]。
  - 11月 - ビル正面に「世界の ラジオ会館 秋葉原」のネオン看板設置[24]。
- 2006年（平成18年）8月18日 - サトームセンラジオ会館1F1号店が閉店。同社の店舗がラジオ会館から撤退[25]。
- 2011年（平成23年）
  - 3月 - 東北地方太平洋沖地震の影響により一時休館（3月11日 - 18日）。
  - 4月15日 - 「ラジオ会館さよならセール」が始まる。以後、入居店舗が順次ラジオ会館本館から移転開始。
  - 6月10日 - ラジオ会館1号館が開館。
  - 7月9日 - ラジオ会館2号館にトモカ電気プロショップが移転開業。
  - 7月16日 - ラジオ会館3号館（ホビー天国）が開館。
  - 8月4日 - 丸山無線閉店をもって本館が閉鎖[26]。
  - 8月12日 - 旧本館で「大納涼祭」を14日まで開催[注 8]。終了後、旧本館内部の解体作業が開始された。
  - 10月28日 - 「秋フェス@ラジオ会館」を30日まで開催[注 9]。
- 2012年（平成24年）
  - 3月7日 - 旧本館正面のネオン看板が解体される。
  - 6月4日 - 株式会社ラジオ会館が運営するラジオ局『ラジカメSTATION!』が開局[27]。ラジオ会館1号館壁部に街頭ビジョン「ラジカメVISION」が設置され、映像配信された。（2014年3月に終了。）
- 2014年（平成26年）
  - 7月20日 - 新本館ビルが開業[28]。
  - 8月28日 - ホビーランドぽち秋葉原2号店が移転のため閉店、ラジオ会館2号館から全テナントが撤退。
  - 9月30日 - ボークス秋葉原ホビー天国が移転のため閉店、ラジオ会館3号館から全テナントが撤退。

## 新本館の入居店舗
下記は2024年9月9日時点の店舗一覧。
- 地下1階
  - 銀座ライオン
- 1階
  - オンデーズ ナイン
  - カードラボ
  - ギフトショップ The AkiBa
  - ファミリーマート（開業時はサンクス）
  - トレカパーク AKIBAラジ館1店
  - ホビーステーション 秋葉原ラジオ会館店
  - ANIPLEX+（閉店）→くじ専門店マッハ
- 2階
  - アストップ（ラジオ会館1号館より移転）
  - トモカ電気 プロショップ（ラジオ会館2号館より移転）
  - ハビコロ玩具（ラジオ会館1号館より移転）
  - カードショップ買賊王（ラジオ会館1号館より移転）
  - ホビーステーション（ラジオ会館1号館より移転）
  - とら(の)あな2nd PREMIUM 秋葉原ラジオ会館出張所
- 3階
  - K-BOOKS 秋葉原本館・MEN'S館（AKIBAカルチャーズZONEより移転）
- 4階
  - あみあみ 秋葉原ラジオ会館店
- 5階
  - アキバのエックス ラジ館店
  - IN・PuLse（ラジオ会館1号館より移転）2024年6月30日閉店（廃業）
  - 宇宙船（ラジオ会館1号館より移転）
  - 海洋堂 ホビーロビー東京（ラジオ会館1号館より移転）
  - 清進商会（ラジオ会館1号館より移転）2019年3月31日閉店
  - ドーリーテリア秋葉原ラジオ会館店　2019年5月20日オープン（清進商会跡地？）
  - TRIO 2024年5月6日に閉店
  - ROBOTROBOT　2023年2月19日閉店
  - 若松通商（ラジオ会館1号館より移転）
  - magi 秋葉原ラジオ会館店（ROBOTROBOT跡地に2023年3月17日オープン）
  - らしんばん秋葉原ラジオ会館店（TRIO、IN・PuLse跡地に2024年8月8日オープン）
- 6階
  - イエローサブマリン 秋葉原本店★ミント（ラジオ会館1号館より移転）
- 7階
  - アゾンレーベルショップ秋葉原（ラジオ会館1号館より移転）
  - ジャングル
  - トレカパーク AKIBAラジ館7店
  - FEWTURE SHOP AKIBA
- 8階
  - ボークス ドールポイント秋葉原（ラジオ会館3号館（ホビー天国）より移転）
  - ボークス ホビースクエア秋葉原
- 9階
  - BIG MAGIC
  - ファントム
  - ビリビリAKIBA
  - フルコンプ秋葉原ラジオ会館店
- 10階
  - イベントスペース
  - トモカ電気株式会社 本社・倉庫

## 別館に入居していた店舗
下記は2022年までに閉鎖済。

### 1号館
- ボークス 秋葉原ホビー天国（2021年5月閉店。同年6月に秋葉原ホビー天国2として移転開業）→ダイコクドラッグ秋葉原西口店（2025年5月22日閉店。解体予定）

### 2号館
- アニメイトAKIBAガールズステーション→秋葉原別館（秋葉原本館に統合）

## 旧本館の入居店舗
下記は2011年4月20日現在の旧本館の店舗一覧。
- 1階
  - アストップ
  - トモカ電気
  - カードキングダム RIGHT・LEFT
  - ホビーショップ コトブキヤ
  - コトブキ無線
  - マックスガレージ
  - AKKY One（佐伯無線）
  - 丸山無線
  - テレオン
  - 山本無線
- 2階
  - アークライト
  - ハビコロ玩具
  - イエローサブマリン
  - ホビーショップ コトブキヤ
  - 永保堂
  - マックスガレージ
  - トモカ電気
- 3階
  - K-BOOKS 秋葉原本館・新館
- 4階
  - アゾンインターナショナル（仮店舗（湯島）へ一時移転済み）
  - 宇宙船
  - イエローサブマリン
  - 海洋堂
  - インパルス
  - 若松通商
- 5階
  - 株式会社ケイ・ブックス（倉庫）
  - 株式会社テレオン（事務所）
  - 佐伯無線株式会社（事務所）
  - 丸山無線株式会社（事務所）
  - 清進商会
- 6階
  - トモカ電気株式会社（事務所）
  - ボークス
- 7階
  - 株式会社アイ・ティー・エス（倉庫・事務所）
  - インパルス
  - イエローサブマリン
  - ボークス
- 8階 ※一般の立入り不可
  - 貸ホール
  - 株式会社秋葉原ラジオ会館・有限会社七條興産（事務所）
  - 秋葉原ラジオ会館共栄会（事務所）
  - 西東書房
- 地下1階は駐車場（契約車専用）。
- 屋上は閉鎖されていた。